# 苏丹阿布峇卡国民中学
苏丹阿布峇卡国民中学，简称SABS，是马来西亚的一所中学，也是关丹最悠久的英文学校之一。

## 历史
随着关丹成为州首府时，该校于1955年在米昔拉路的现址重建，并于1957年8月16日由当时的彭亨苏丹阿布峇卡举行开幕。

## 学校景观

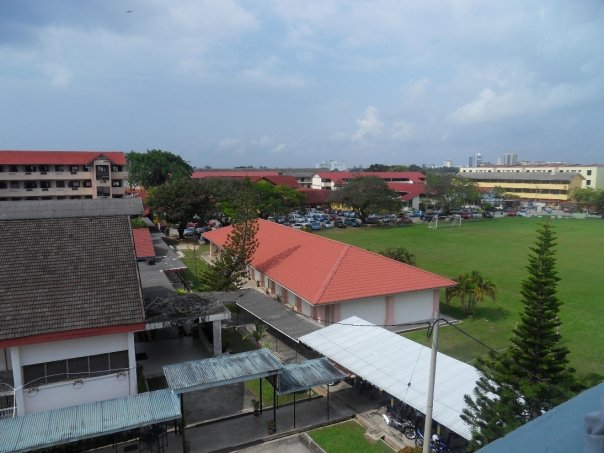
从M座的视野
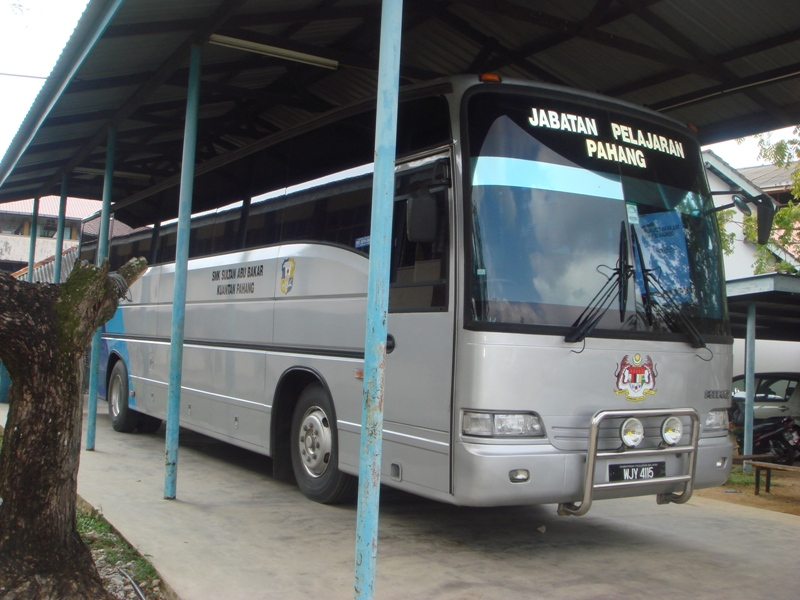
校巴
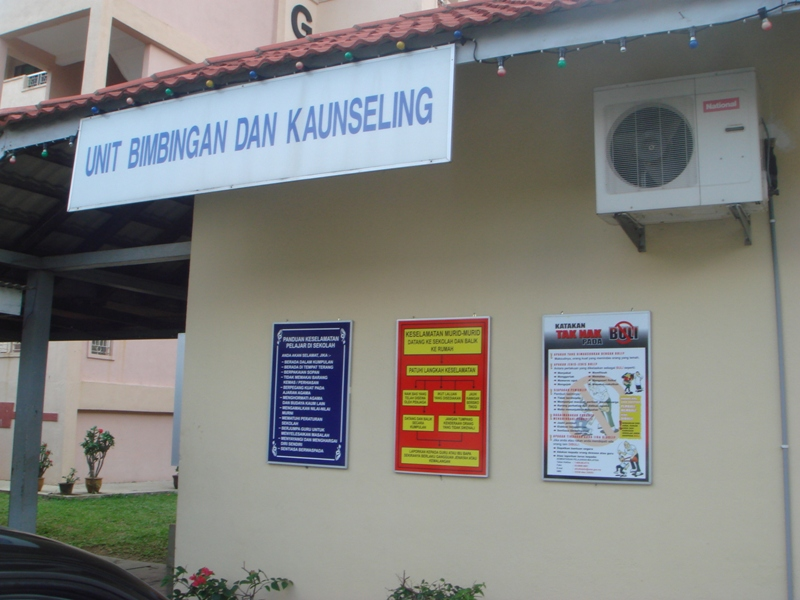
辅导室